# Holger Badstuber
Holger Felix Badstuber, född 13 mars 1989, är en tysk före detta professionell fotbollsspelare (försvarare) som debuterade i Bayern München säsongen 2009–2010.
I januari 2017 lånades han ut till Bayerns seriekonkurrent FC Schalke 04.

## Klubblagskarriär
Badstuber kom till Bayern München som 13-åring i juli 2002 efter att ha tillhört TSV Rot och VfB Stuttgart. Säsongen 2007–2008 debuterade han i FC Bayern München II i Regionalliga Süd och efterföljande säsong spelade han med Bayern II i 3. Liga.  Säsongen 2009–2010 blev Badstuber uppflyttad till Bayerns A-lag och debuterade i Bundesliga i augusti 2009. Under sin första säsong i laget spelade han 33 ligamatcher vann ligan och DFB-Pokal samt spelade final i Champions League.
Tillsammans med Daniel Van Buyten och Thomas Müller skrev Badstuber på ett nytt kontrakt med Bayern München i februari 2010 som sträcker sig till 2014.

## Landslagskarriär
Badstuber hade representerat Tyskland på U19- U20- och U21-nivå när han debuterade i det tyska seniorlandslaget den 29 maj 2010 i en träningslandskamp mot Ungern. Den 1 juni 2010 blev Badstuber uttagen till Tysklands trupp till VM 2010.